# 티아라 (음악 그룹)
티아라(T-ARA)는 대한민국 4인조 걸 그룹이다. 티아라(tiara)는 왕관의 한 종류인데 가요계의 여왕이 되어 왕관을 쓰겠다는 의미에서 짓게 되었다고 한다. 2009년 MBK 엔터테인먼트가 결성한 대한민국의 걸그룹으로 큐리, 은정, 효민, 지연 4명의 멤버로 구성되어 있다. 티아라의 경력은 작곡가 신사동호랭이와의 긴밀한 파트너십의 결과물이며 훅 (음악)이 많은 댄스팝 음악이 특징이다. 다양한 시각적 컨셉으로 인해 "카멜레온 같은" 명성을 얻었다. 이 그룹은 싱글 "Roly-Poly (티아라의 노래)"(2011년)로 한국과 중국을 포함한 아시아 여러 지역에서 상업적 성공을 거두었다. 이는 2010년 이후 국내에서 가장 많이 다운로드된 싱글 중 하나이다.

## 활동

### 2009년
티아라는 2009년 4월 MBC 드라마 《신데렐라 맨》의 O.S.T 〈좋은 사람 Ver 1〉을 부르며 그룹이 처음 대중에 공개되었다. 이후 멤버 지연이 씨야, 다비치와 함께 프로젝트 싱글 〈여성시대·영원한 사랑〉에 참여하기로 하며 당시 소속사는 "티아라는 엠넷미디어에서 3년간 야심차게 준비해 온 5인조 여성 그룹"이라고 설명했다. 4월 26일 지연, 지애, 지원, 은정, 효민으로 구성된 티아라의 사진이 처음 공개되었다. 5월 7일부터 지연은 씨야, 다비치와 함께 〈여성시대·영원한 사랑〉으로 활동하였다. 그러던 중 멤버 지애와 지원이 사정으로 팀을 탈퇴하였으나 보람을 새로 영입하였고, 이후 소연과 큐리를 영입해 6인조로 재정비하였다. 7월 9일에는 엠넷미디어에서 코어콘텐츠미디어로 소속사를 이전하였다. 그 후 7월 27일 티아라의 데뷔 싱글 〈거짓말〉이 발매되었고, 티아라는 MBC 《라디오스타》 7월 29일 방송분에 출연해 데뷔하였다. 이어 7월 30일 Mnet 《엠카운트다운》에서 〈놀아볼래?〉와 타이틀곡 〈거짓말〉 두 곡을 부르며 데뷔 무대를 가졌다. 타이틀곡 〈거짓말 (Part. 1)〉은 차트 10위권에 진입했고, 티아라는 〈거짓말〉로 싸이월드 디지털 뮤직 어워드와 골든 디스크에서 신인상을 수상했다. 〈거짓말〉 활동 막바지 즈음 멤버 은정, 소연, 효민, 지연은 초신성의 멤버 지혁, 광수, 건일과 유닛을 결성해 9월 15일 싱글 "TTL (Time To Love)"을 발매해 각종 차트 1위에 올랐으며, 10월 9일에는 티아라와 초신성 멤버 전원이 참여한 "TTL Listen 2"를 공개하였다. 데뷔 활동 후 티아라는 드라마, 영화, 예능 프로그램 등에 출연하며 활발히 개인활동을 펼쳤다.

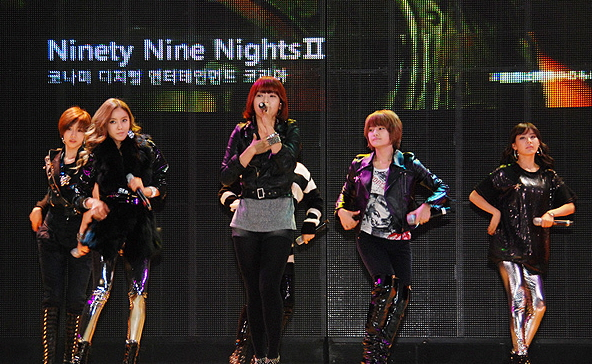
2009년 10월 〈거짓말〉 공연 중인 티아라

티아라는 12월 4일 첫 정규 앨범 Absolute First Album을 발매했다. 음반 발매 전 티아라의 소속사는 "팬들의 평가에 따라 타이틀곡을 결정할 것"이라며 11월 27일 앨범 전곡의 음원을 선공개하였다. 이후 티아라는 귀엽고 발랄한 느낌의 "Bo Peep Bo Peep"으로 활동하기로 결정하고 음반 발매일인 12월 4일 KBS 《뮤직뱅크》에서 컴백무대를 가졌다. 타이틀곡 "Bo Peep Bo Peep"은 음원 차트 상위권에 진입하였고, 안무 중 고양이 춤이 많은 인기를 얻었다.

### 2010년
결국 티아라는 SBS 인기가요에서는 1월 3일부터 17일까지 3주 연속으로 뮤티즌송을 수상하며 트리플크라운을 달성하였다. 한편 이 시기 멤버 함은정과 효민은 씨야, 다비치와 새 프로젝트 싱글 〈원더우먼〉을 발매하여 활동하기도 했다. 2010년 1월 15일부터는 〈처음처럼〉으로 후속곡 활동을 시작하였지만, 멤버 지연의 《공부의 신》 촬영과 소연의 신종플루 확정에 정규 앨범 활동을 조기중단하였다. 그 후 티아라는 2월 23일 리패키지 앨범 Breaking Heart를 발매하였다. 타이틀곡 〈너 때문에 미쳐〉는 팝 느낌에 일렉트로닉 사운드를 더한 댄스 곡으로 휘성이 작사하였다. 티아라는 2월 25일 엠카운트다운에서 컴백무대를 가졌는데, 이전의 앨범과 확 달라진 티아라의 모습이 사람들의 눈길을 끌었다. 〈너 때문에 미쳐〉는 가온 디지털 차트에서 2주 연속 1위에 올랐다. 티아라는 후속곡 〈내가 너무 아파〉로도 활동하였다. 2010년 5월 3일에는 티아라가 부른 월드컵 16강 기원 응원가 "We Are The One"이 공개되었다.
2010년 7월 티아라는 새 멤버 화영을 영입하고 은정에서 보람으로 리더를 교체했다. 이후 11월 23일 〈왜 이러니〉를 선공개했고, 12월 1일 두 번째 미니 앨범 Vol.2 Temptastic을 발매했다. 타이틀곡은 인디언을 표현한 "Yayaya"와 중세시대 여인을 표현한 〈왜 이러니〉로 이때 티아라는 더블 타이틀곡 체재로 활동하였다. 티아라는 12월 3일 뮤직뱅크에서의 무대를 시작으로 활동을 펼쳤으나, "Yayaya"의 난해한 가사와 〈왜 이러니〉의 무대에서 입은 타이트한 의상 등에 논란이 일기도 했다. "Yayaya"와 "왜 이러니"는 차트 10위권대를 유지하였고 엠카운트다운 1위에 올랐다.

### 2011년

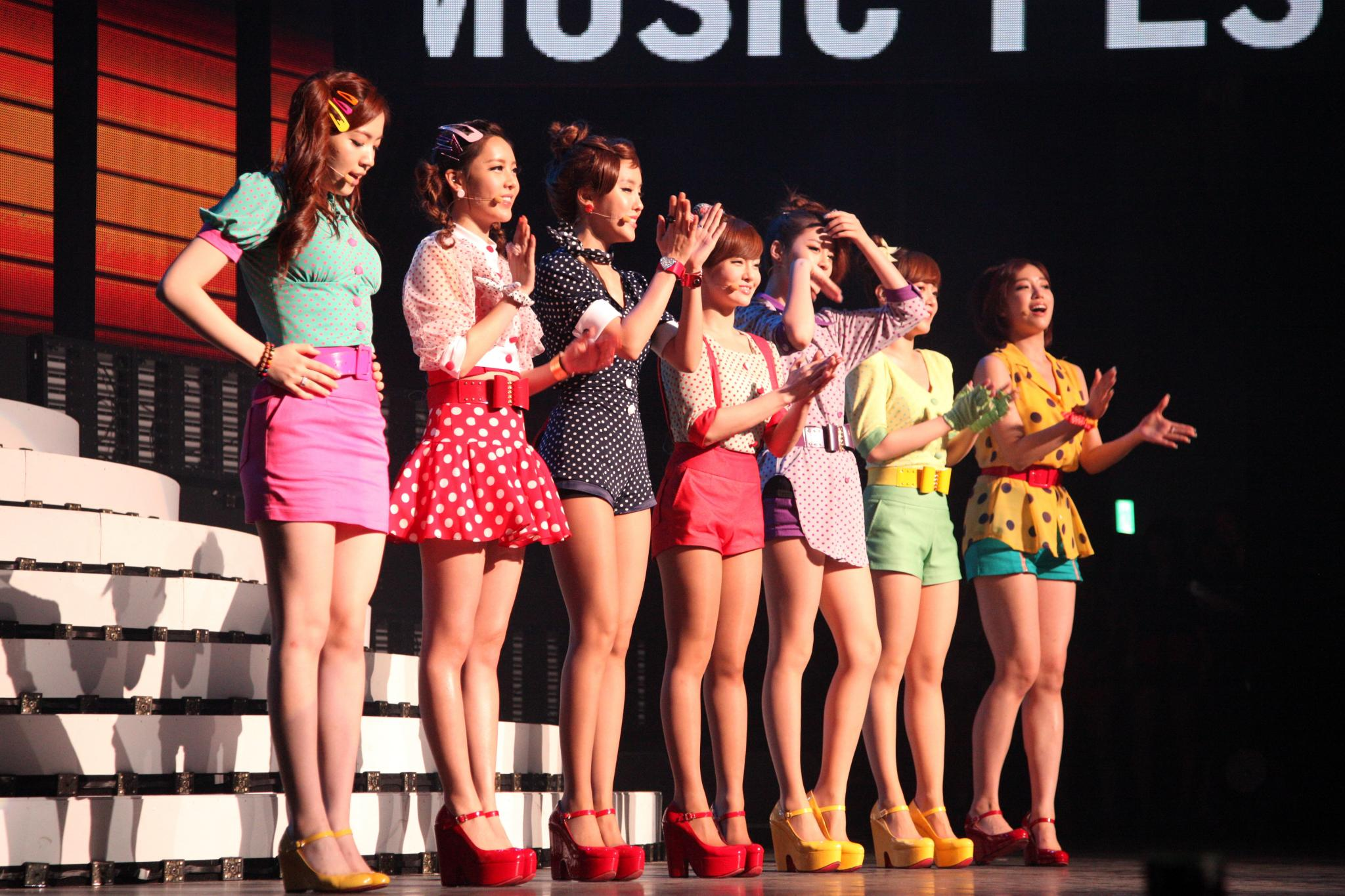
2011년 싸이월드 드림 뮤직 페스티벌에서의 티아라

2011년 2월 10일 효민이 부르고 일렉트로보이즈가 피처링한 "Beautiful girl"이 발매되었다. 그리고 6월 티아라는 일본의 연예 기획사 J-ROCK과 계약을 맺으며 일본 진출을 앞두고 있음을 알렸다. 6월 14일에는 보람에서 효민으로 리더가 교체되었는데, 잦은 리더 교체에 대해 소속사 측은 "앨범마다 리더를 교체하면서 멤버들에게 책임감을 주기 위해서 멤버들과 상의해 교체해왔고 앞으로도 리더를 하지 못한 멤버들에게 리더의 자리를 줄 계획을 가지고 있다"고 설명했다. 이후 6월 29일 티아라의 세 번째 미니 앨범 존 트라볼타 워너비가 공개되었다. 타이틀곡은 "Roly-Poly"로, 이는 1980년대 유행했던 디스코에 현대 음악적인 요소를 더한 복고풍 느낌의 곡이다. 티아라는 6월 30일 《엠카운트다운》에서 컴백무대를 가졌는데, 무대에서 선보인 디스코안무와 복고풍 의상 등이 큰 화제가 되었다. "Roly-Poly"는 거의 모든 음원차트에서 1위에 오르는 기염을 토하였고 많은 사람들이 "Roly-Poly"의 안무를 따라하거나 패러디하였다. 또한 티아라는 "Roly-Poly"로 엠카운트다운 2주 연속 1위에 올랐으며, 7월 24일에는 SBS 인기가요에서 뮤티즌송을 수상하며 약 1년 4개월 만에 지상파 음악프로그램에서 정상에 올랐다. 8월 2일에는 《Roly-Poly in 코파카바나》버전이 공개되었고, 8월 5일부터 일주일 여간 "Roly-Poly in 코파카바나"로 활동했다. 티아라는 8월 28일 인기가요에서 세 번째 미니 앨범 활동을 마무리하였다. "Roly-Poly"는 가온 차트, 몽키3, 네이버뮤직 등의 음원차트의 2011년 연간 순위에서도 1위를 기록했고, 제21회 하이원 서울가요대상에서 디지털 음원상을 수상했다. 9월 15일 공익광고 공식 주제가 디지털 싱글 〈로그인(Log-In)〉이 공개되었고, 9월 20일에는 소연이 옥주현, 김진호와 함께한 디지털 싱글 〈페이지원〉이 공개되었다.
한편 티아라는 《존 트라볼타 워너비》 활동과 함께 일본 진출을 준비하였다. 7월 5일 일본에서 처음으로 1500명 규모의 쇼케이스를 열었는데, 쇼케이스의 경쟁률이 67:1을 기록하며 정식 데뷔 전부터 많은 관심을 받았다. 이후 티아라는 9월 28일 EMI 뮤직 재팬을 통해 일본 데뷔 싱글 〈Bo Peep Bo Peep〉을 발매하였다. 〈Bo Peep Bo Peep〉은 발매 첫 날 2만장이 팔려 한국 걸그룹으로는 최초로 데뷔 싱글이 1위에 오르는 기록을 세웠다. 또한 발매 첫 주만에 약 5만장이 팔리며 오리콘 주간 싱글차트 1위에 올랐고, 이에 산케이스포츠 등은 "해외 여성 아티스트 사상 첫 쾌거"라고 소개했다.
성공적인 일본 데뷔를 마친 티아라는 11월 11일 곧바로 네 번째 미니앨범 Black Eyes를 발매했다. 앞서 9일 타이틀곡 "Cry Cry"의 뮤직비디오가 공개되었는데, 15분짜리 드라마 형식의 뮤직비디오는 공개 즉시 실시간 차트 상위권에 올랐다. 티아라는 이번 앨범에서 효민의 지팡이를 이용한 안무와 보람의 탱고, 안무 중간에 재킷을 벗어던지는 퍼포먼스 등 파워풀한 안무를 선보이며 여전사의 모습을 보여주었다. 당시 소녀시대, 원더걸스 등 최정상 걸그룹과 활동 시기가 겹쳤지만 "Cry Cry"는 가온 디지털 차트와 코리아 K-Pop 핫 100, 엠 카운트다운 차트에서 2주 연속 1위에 오르는 성과를 이루어냈다. 11월 30일에는 두 번째 일본 싱글 〈Yayaya〉를 발매되었고 〈Yayaya〉는 오리콘 주간 차트 7위에 올랐다. 12월 23일에는 멤버 소연, 효민, 지연, 화영이 다비치와 함께 발라드곡 〈[우리 사랑했잖아〉를 발매했고 가온 디지털 차트에서 1위에 올랐다.

### 2012년
한편 티아라의 소속사는 후속곡 "Lovey-Dovey"에 대해 계속 언급해왔다. 후속곡 "Lovey-Dovey"는 유럽과 미국에서 유행하는 클럽음악에 일렉트로닉 사운드와 강한 비트가 가미된 음악으로 신사동호랭이와 최규성 작곡가가 함께 작업한 "Bo Peep Bo Peep"과 "Roly-Poly"에 이은 세 번째 시리즈 곡이다. 2012년 1월 3일 티아라의 다섯 번째 미니 앨범 Funky Town이 발매되었고, 그와 동시에 리더가 효민에서 소연으로 교체되었다. 티아라는 1월 5일 엠 카운트다운에서 첫 무대를 가졌는데, 클럽 분위기의 무대에서의 셔플댄스 안무가 많은 인기를 얻었다. "Lovey-Dovey"는 뮤직온탑, 엠카운트다운, 뮤직뱅크, 인기가요 등의 음악프로그램에서 정상을 차지하였으며, 가온 디지털 차트와 코리아 K-Pop 핫 100에서도 1위에 올랐다. 티아라는 2월 12일 인기가요에서 Funky Town 활동을 마무리하였다.
이후 티아라는 2월 29일 세 번째 일본 싱글 〈Roly-Poly〉를 발매했고, 이는 오리콘 위클리 차트 3위라는 성적을 거뒀다. 5월 23일에는 네 번째 싱글 〈Lovey-Dovey〉를 발매해 오리콘 위클리 차트 9위에 올랐다. 그리고 6월 6일에 티아라는 일본 첫 정규 앨범 Jewelry Box을 발매하였다. Jewelry box는 오리콘 주간 앨범 차트 2위에 올랐고, 나중에는 10만 장 이상의 판매고를 기록하며 골드 인정을 받았다. 6월 19일부터는 나고야를 시작으로 첫 번째 일본 투어 T-ARA JAPAN TOUR 2012～Jewelry box～를 가졌다.
한편 4월 6일 코어콘텐츠미디어 대표는 "티아라를 기존 7인에서 9인 체제로 변화시키기로 했다"고 밝혔다. 이후 소속사는 예정 멤버 다니와 8번째 멤버 아름을 차례로 공개하였고, "다니는 2012년 12월부터 활동할 계획이고, 아름은 2012년 7월부터 활동한다"고 덧붙였다. 아름을 영입한 뒤 8인조로 재편한 티아라는 7월 3일 여섯 번째 미니 앨범 DAY BY DAY를 발매했다. 같은 날 타이틀곡 "DAY BY DAY"의 음원과 16분 가량의 뮤직비디오가 공개되었는데, 음원과 뮤직비디오 모두 실시간 차트 1위에 올랐다. 티아라는 7월 7일 MBC 쇼! 음악중심에서 〈떠나지마〉와 "DAY BY DAY"를 부르며 컴백 무대를 가졌다. "DAY BY DAY"는 가온 디지털 차트와 코리아 K-Pop 핫 100 2위에 올랐다.

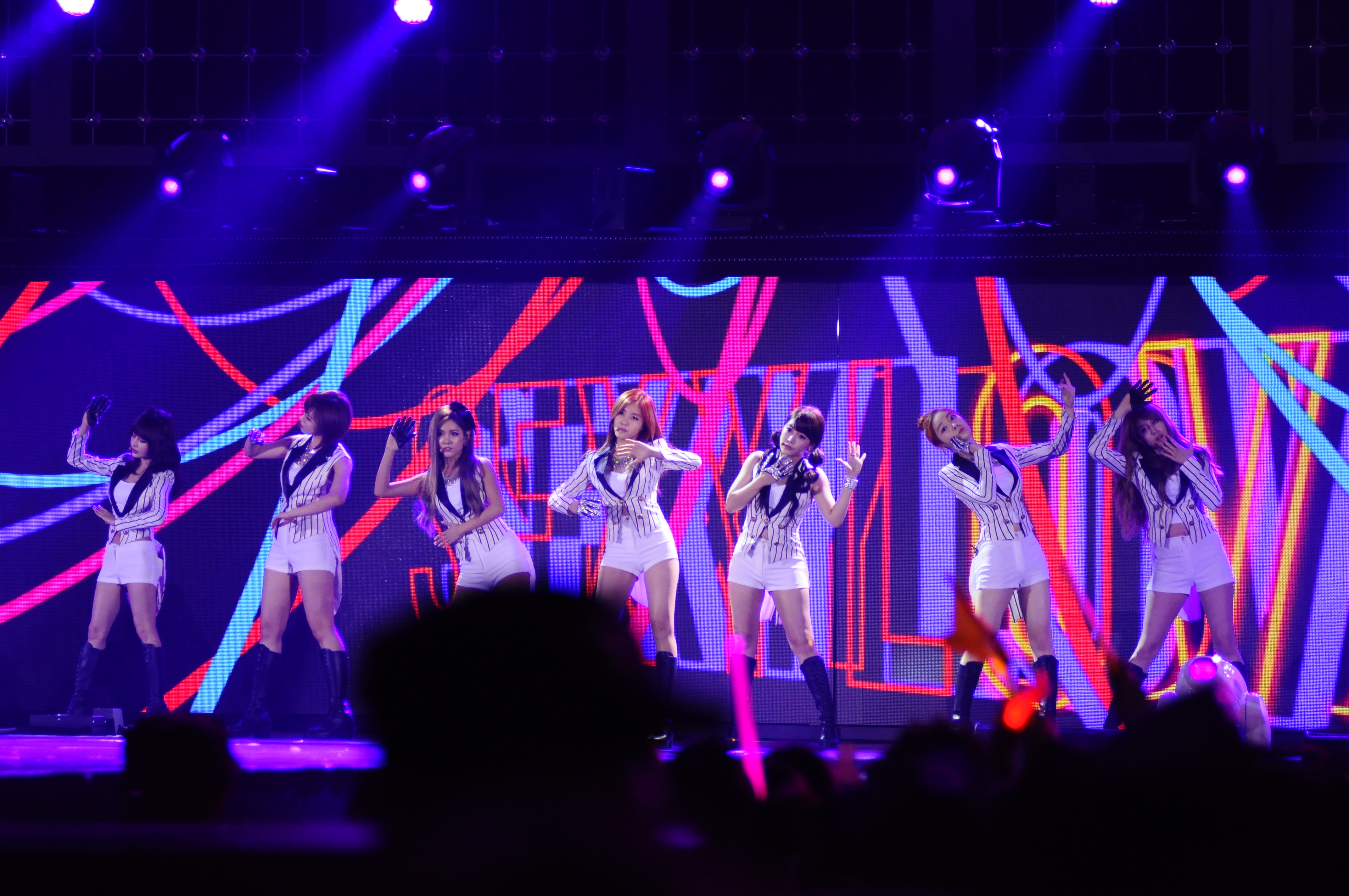
2012년 11월 "Sexy Love" 공연 중인 티아라

티아라는 7월 14일 데뷔 3년 만에 공식 팬클럽 '퀸즈' 창단식을 개최하였다. 7월 25일과 26일 양일간은 6월부터 시작한 일본 투어 마지막 콘서트를 개최했는데, 이때 티아라는 한국 걸그룹 최초로 도쿄 부도칸 무대에 올랐다. 그러나 부도칸 콘서트 직후 티아라 멤버들이 트위터에 화영을 비난하는 것으로 보이는 글을 올리며 '류화영 왕따설'이 일었고, 이 논란은 삽시간에 확산되었다. 인터넷에는 류화영 왕따설에 대한 증거 장면과 반박하는 내용이 줄줄이 게재되었다. 이에 코어콘텐츠미디어 대표는 7월 30일 보도자료를 통해 멤버 화영을 자유계약 신분으로 계약을 해지한다고 발표했다. 하지만 네티즌들의 반발은 더욱 거세졌고, 그 후 8월 29일 티아라는 공식 홈페이지에 공식 사과문을 게재하였다. 이는 '티아라 사태'로 불리며 현재까지도 몇몇 네티즌들의 비난이 이어지고 있다.
그리고 9월 일곱 번째 미니 앨범 MIRAGE가 발매되었고, 동시에 타이틀곡 "Sexy Love"의 뮤직비디오 4편도 공개되었다. 티아라는 9월 6일 엠카운트다운에서 컴백 무대를 가졌다. 타이틀곡 "Sexy Love"는 신사동호랭이와 최규성 작곡가의 네 번째 시리즈 곡으로 티아라는 "Sexy Love"의 주요 안무로 로봇 춤을 선보였다. "Sexy는 가온 디지털 차트에서 최고 4위, 코리아 K-Pop 핫 100에서는 최고 3위에 올랐다. 한편 10월 10일 일본 데뷔 1주년을 기념해 베스트 앨범 T-ara's Best of Best 2009-2012을 발매했고, 10월 16일에는 한정판 화보집 《T-ara's Free Time In Paris & Swiss》를 발매했다. 11월 14일에는 다섯 번째 일본 싱글 〈Sexy Love〉가 발매되었고, 이 싱글은 첫 주 약 4만 장이 판매되며 오리콘 주간 싱글 차트 4위에 올랐다.

### 2013년

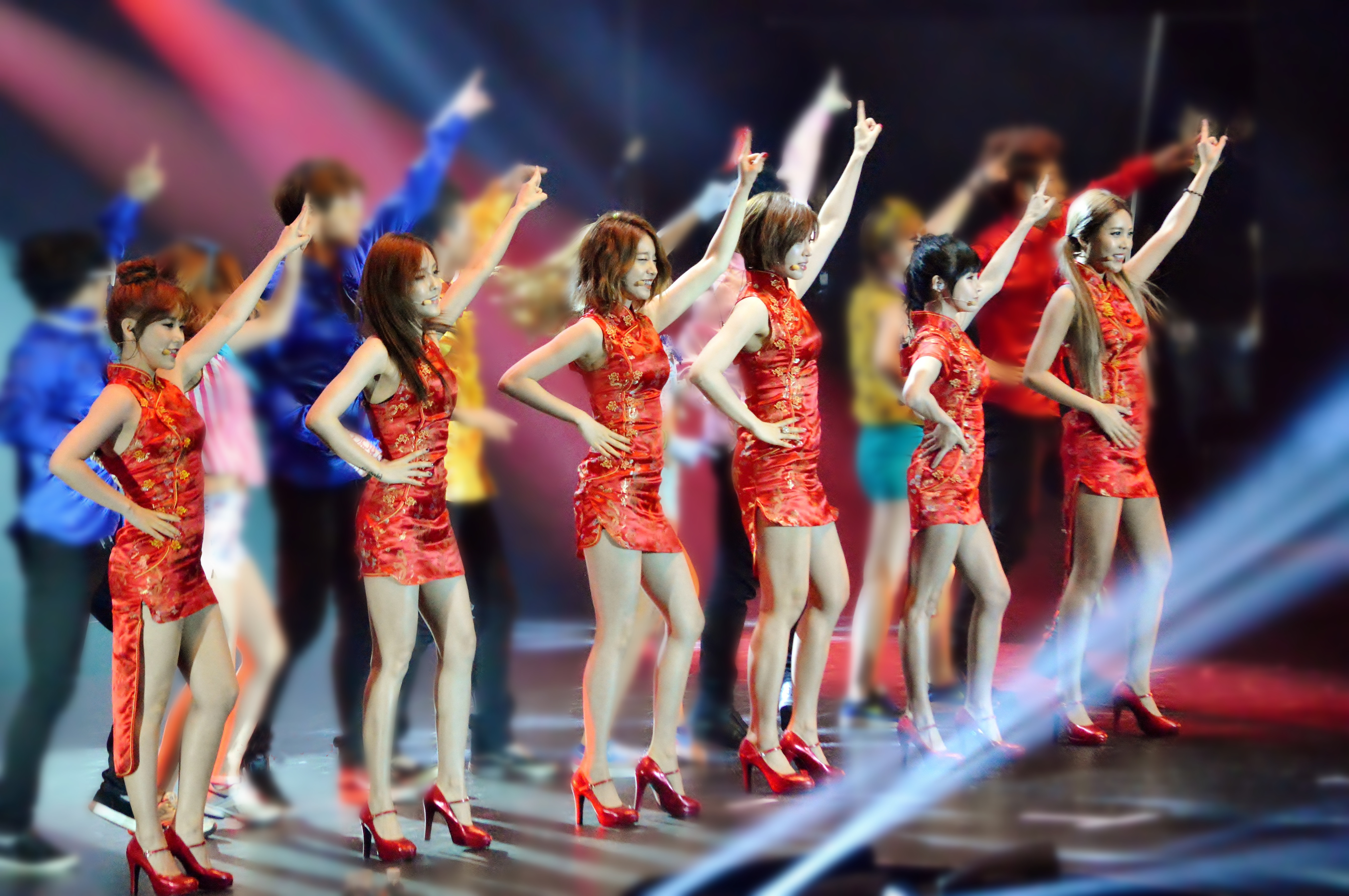
2013년 8월 홍콩 콘서트에서 "Roly-Poly" 공연 중인 티아라.

2013년 3월 20일 티아라는 여섯 번째 일본 싱글 〈바니 스타!〉를 발매하였는데, 이때 티아라는 한국가수로는 최초로 10가지 버전의 앨범을 선보였다. 〈바니 스타!〉는 오리콘 주간 싱글 차트 2위에 올랐다. 이후 티아라는 유닛 활동에 돌입했는데, 먼저 4월 29일 은정, 효민, 지연, 아름이 "T-ara Brand New 4"라는 의미의 유닛 그룹 티아라 N4를 결성해 미니 앨범 《전원일기》를 발매했다. 나머지 멤버 전보람, 큐리, 소연은 멤버들의 앞글자 이니셜을 따서 지은 유닛 그룹 QBS를 결성해 6월 26일 일본에서 싱글 〈바람처럼〉을 발매했다. 7월 10일에는 일본에서 일곱 번째 싱글 〈Target〉을 발매하였다. 한편 같은 날 멤버 아름이 솔로 전향을 이유로 활동 1년 만에 탈퇴를 발표하였고, 소속사는 "티아라는 6인 체제로 활동을 이어가며 유닛그룹 티아라 N4에는 다니가 합류한다"고 밝혔다. 이후 7월 12일과 13일은 일본 앨범 발매에 앞서 부도칸에서 프리미엄 선행 라이브 콘서트를 열었으며, 이 시기 소연에서 큐리로 리더를 교체하였다. 8월 1일에는 티아라와 다비치가 부르고 스컬이 피쳐링으로 참여한 〈비키니〉가 발매되었다. 8월 7일에는 일본 두 번째 정규 앨범 Treasure Box를 발매해 오리콘 주간 차트 4위에 올랐고, 9월 한 달 간 두 번째 일본 투어 T-ARA JAPAN TOUR 2013～Treasure box～를 가졌다. 10월 10일 여덟 번째 미니앨범 Again을 발매하여 타이틀곡 〈No.9〉으로 활동하였고, 12월 4일 아홉 번째 미니앨범 AGAIN 1977을 발매하여 타이틀곡 '나 어떡해'를 통해 활동하였고, 12월 14일에는 스폐셜 앨범 <T-ara winter>발매와 앨범 수록곡 <숨바꼭질>을 공개하였다.

### 2014년
2014년 2월 21일에는 조영수 시그니처 앨범 <조영수 all star>가 발매되었는데 여기에 티아라가 노개런티로 <first love>를 불렀다. 2014년 3월 6일에는 일본에서 싱글 앨범 <Lead The Way>를 발매하였다. 그리고 2014년 4월 일본에서 세번째 정규앨범 <Gossip Girls>를 발매하였고, 5월 20일엔 멤버 지연이 티아라로썬 첫번째 솔로활동을 시작하여 <Never Ever>를 발매하였고 5월 22일 엠카운트다운을 시작으로 한 달동안 타이틀곡 "1분 1초"로 활동하였다. 최고 순위는 엠카운트다운에선 6위를 지상파에선 뮤직뱅크 19위, 쇼! 음악중심 9위, SBS 인기가요에선 5위를 기록한 바 있다. 그리고 6월 30일엔 지연에 이어 멤버 효민이 티아라에선 두번째로 솔로로 출격했다. <Make Up> 앨범을 발매하였고 타이틀곡은 "Nice Body"로 래퍼 로꼬가 피쳐링에 참여하였다. 7월 3일 엠카운트다운을 시작으로 한 달동안 활동하였다. 최고순위는 엠카운트다운 4위, 뮤직뱅크 20위, 쇼! 음악중심 9위, SBS 인기가요에선 5위를 기록한바 있다.

9월 11일 미니 10집 앨범 <AND&END>발매하였고 타이틀곡은 "Sugar Free"로 컴백했다.
10월13일 베이징 신세계호텔에서 중국 롱전 기획사와 정식 메니지먼트 계약을 했고 중국 활동할 계획이다. 최근 중국의 젓가락형제의 작은사과를 리메이크하여 한중프로젝트로 "Little Apple with 젓가락형제" 컴백하여 활동하였고, 12월 14일 상명대학교 상명아트센터 계당홀에서 공식 2기 팬미팅을 하였으며, 12월 25일에는 코엑스 오디토리움에서 "Dear My Family"라는 이름의 대한민국 첫 단독 콘서트를 열었다.

### 2015년
2월 10일에는 멤버 소연, 은정이 스피드의 종국, 세준, 승리 그리고 더씨야의 민경과 파이브돌스의 전 멤버 승희와 함께 MBK 프로젝트(TS)를 결성해 앨범 "WHITE SNOW"를 발표했고 타이틀곡 '나를 잊지 말아요'로 12일 엠카운트다운으로 활동을 시작했다. 그리고 4월 제작목표로 중화권을 공략하기 위해 중화권에만 방송하는 웹드라마 6편을 차은택감독과 만들기로 하였다. 5월 1일 멤버 은정이 예명 엘시로 지연, 효민 다음으로 티아라 중에서 세번째 솔로앨범을 가지고 솔로로 출격한다. 인기 작곡가 이단 옆차기의 주도 아래에 케이윌과 함께 티아라 색깔의 정반대인 '혼자가 편해졌어'를 가지고 솔로로 출격을 하였다. 2015년 8월 4일 미니 11집 앨범 <So good>발매하였고 타이틀곡은 "완전 미쳤네"로 통해 1년만에 완전체로 컴백 하였다.

### 2016년
3월 17일 효민의 두번째 미니앨범 효민이 작곡가 스타일리스트 사진작가등 직접 섭외 샤이니의 "View" , 레드벨벳의 "Dumb Dumb"등 프로듀싱한 유명한 작곡가이다. 효민의 자작곡 2곡이 수록될 예정이고 그중 용준형이 효민의 자작곡 작사에 참여하였다. 이어 효민은 정규같은 미니앨범 일 것이며 쇼케이스도 진행한다고 V앱으로 스포를 한적이 있다. 오는 뮤비 촬영이 22일부터 23일까지 이어진다. 한편 티아라는 7월부터 컴백 예정이라는 소식을 전해 왔지만 중화권 순회 콘서트, 일본 팬미팅 등등 해외 활동이 겹치면서 컴백을 미뤄 오다가 11월에 컴백을 확정 지었다. 11월 9일 미니 12집 <REMEMBER>를 발매하였고 타이틀곡 'TIAMO' 란 곡으로 컴백 쇼케이스를 가지며 약 1년 3개월이라는 긴 공백기를 깨고 음원 차트 1위 라는 성적과 음악방송 2주연속 1위 후보에 드는 국내 컴백을 성공적으로 마쳤다. 티아라는 12월 일본 팬미팅을 10일 신주쿠 문화 센타 대홀에서 개최를 하고 한국에서 단독콘서트도 할 예정이다.

### 2017년

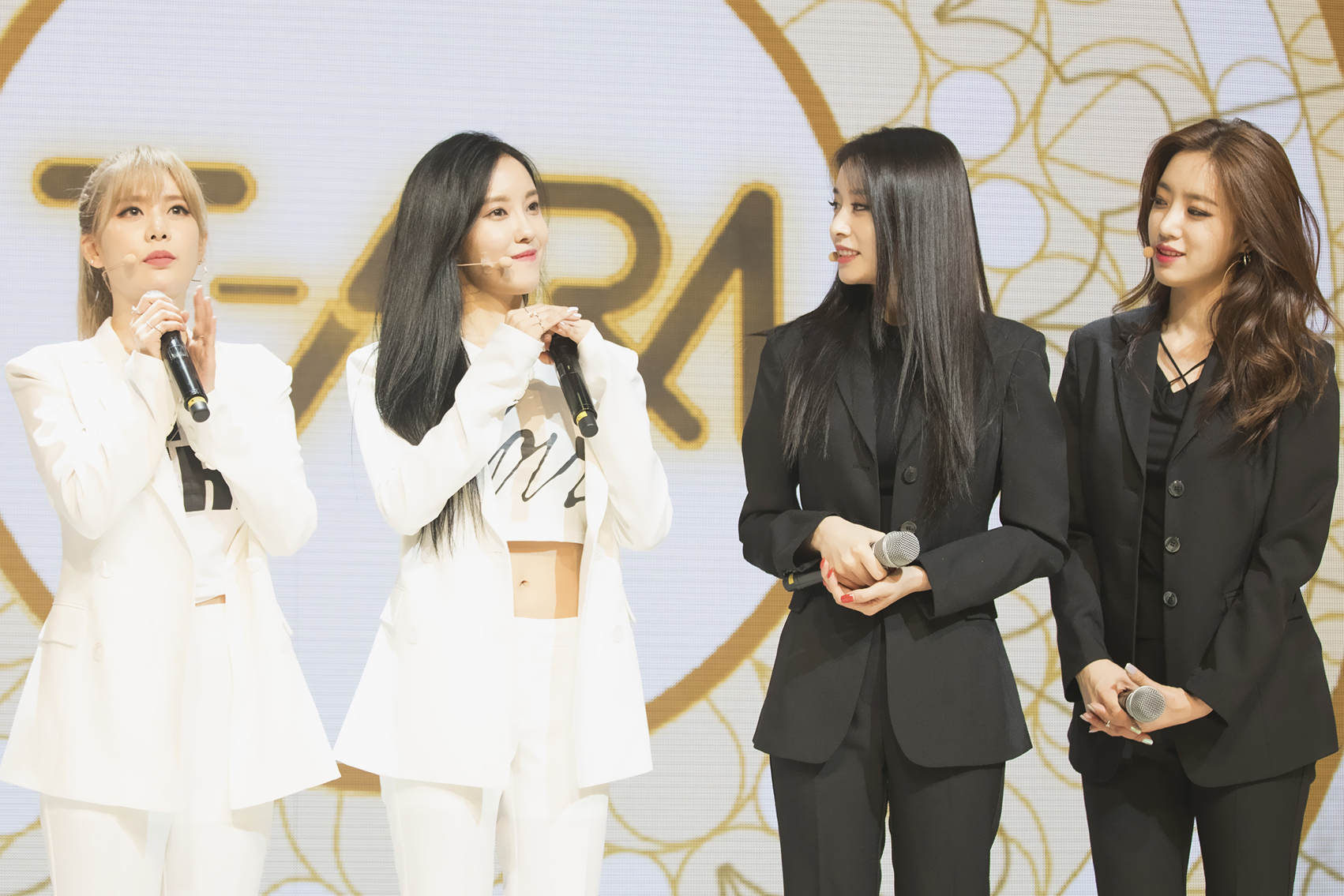
2017년 6월 14일 《What's My Name?》쇼케이스에서 티아라

2017년 2월 3일 지연, 솔로 준비 중, 컴백일·콘셉트 미정을 밝혔다.
2017년 2월 13일 지연, 솔로 준비 중이였으나 5년전 왕따사건이 또 다시 화제가 되어 앨범 작업을 중단하게 되었다.
2017년 5월 15일 멤버 보람과 소연이 더 이상 재계약을 하지 않아 데뷔 8년만에 완전체가 무산되어 4인 체제로 재정비되었다. 그리고 6월 14일 미니 13집 《What's My Name?》을 발매하며 타이틀곡 '내 이름은'으로 컴백을 했다.
2017년 6월 20일 더 쇼에서 더 쇼 초이스에 올랐다. 5년 4개월만에 드디어 1위를 하게 되었는데, 1위 소감 때 멤버들은 그저 울기만 했다고 한다. 7월 2일 《인기가요》에서 '내 이름은' 막방을 했다.

### 2018년: MBK와의 계약종료
2018년 1월 3일 멤버 효민이 2017년 12월 31일 끝으로 계약종료가 되어 회사를 떠나게 되었음을 밝혔으며, 이와 동시에 멤버 모두 계약 종료가 되어 사실상 해체되었다.
1월 8일, 전 소속사 MBK 엔터테인먼트에서 그룹명과 곡을 상표출원 했음을 밝혔다.
우연인지 아닌지는 모르지만 MBK엔터테인먼트와의 계약 만료 후 MBC 섹션TV 연예통신에서 중국 재벌 2세 왕쓰총과 티아라의 관계에 대해 보도했다.
당시 중국 최대 공연기획사와 50억원에 계약을 체결한 후, 현지에서 중국 음악시상식 3관왕을 시상 하는 등 성공적인 자리 매김을 했다. 이어 이듬해 티아라의 팬으로 알려진 완다그룹의 왕쓰총은 90억 원의 해약금을 물어가면서 그들을 영입한다. 당시 왕쓰총이 티아라에게 수억 원의 슈퍼카를 한 대씩 선물하기도 한 것이 전해진 것.
그러나 논란이 터진 후 효민, 지연, 큐리는 자신들의 웨이보를 통해 왕쓰총 회장에게 직접 메시지를 보냈다. 이들은 "계약이 끝나서 연락할 방법이 이것밖에 없다. 바나나 컬쳐가 티아라 멤버에게 고급차를 선물한 적이 있나? 그리고 바나나 컬쳐가 MBK엔터테인먼트에게 90억을 준 적이 있나? 대답을 기다리겠다"고 물었다. 왕쓰총 회장은 이에 MBK엔터테인먼트에 90억을 준 적이 없으며 멤버들에게 슈퍼카를 선물했다는 루머 역시 사실무근이라고 밝혔다. 또한 관련 뉴스에 대해 적절한 법적 권리를 행사하겠다고 말했다. 이 같은 오보 논란이 일자 1월 14일, 섹션TV 측에서 사과하였다. 1월 17일, 티아라 멤버들은 전 소속사 MBK 엔터테인먼트가 2017년 12월 28일 "티아라(T-ARA)"를 상표로 출원한 것에 대하여 특허청에 상표등록이 거절되어야 할 사유를 기재한 정보제출서를 냈다. 정보제출서 제출을 대리한 장천 변호사에 따르면, 전 소속사 MBK엔터테인먼트가 진행한 상표출원은 상표법상 등록 거절사유가 존재한다. 이들은 위 상표출원이 거절되어야할 사유를 적은 정보제출서를 제출했다고 전했다. 이어, 만약 심사가 끝나고 위 상표출원이 거절되지 않고 출원공고가 된다면 다시 한번 정식으로 이의제기신청을 할 예정이라고 밝혔다.
그러나 상표출원은 거절되었고 MBK는 다시 이의제기신청을 한 것으로 알려졌다.

### 2019년 ~ 2020년
2019년 7월 29일 데뷔 10주년을 기념에 완전체 V앱을 하게 되었다.
2020년 6월 19일 데뷔 11주년을 기념하여 아이돌 순위 정보를 전하는 사이트 '팬앤스타'에서 깜짝 이벤트를 열었다. 다음 달 29일 데뷔 11주년을 맞이하여 축하하는 대형 광고 프로젝트다.
2020년 7월 29일 멤버 큐리, 함은정, 효민, 지연이 데뷔 11주년을 기념하여 각자 감사 인사를 올렸으며 탈퇴 멤버인 보람, 소연도 감사 인사말을 남겼다.
2020년 10월 2일 멤버 큐리, 함은정, 효민, 지연이 SBS 문명특급 '숨듣명 콘서트' 출연을 확정지어 2017년 이후 약 3년만에 재결합하게 되었다. <Roly-Poly>와 <SEXY LOVE> 두 곡을 공연했다.

### 2021년
7월 1일 멤버 큐리, 함은정, 효민, 지연이 JTBC 《아는형님》 출연을 확정지으며 녹화를 진행하였다. 오는 10일 방영되었다.
7월 29일 데뷔 12주년을 기념하며 V LIVE를 진행했는데 올해 첫 눈이 내리기 전에 컴백한다고 밝혔다. 소속사 없이 티아라가 자체적으로 앨범 작업을 하고 있다고 한다.
11월 12일 티아라 멤버들이 직접 진행하는 컴백 앨범 콘셉트 발표회 영상이 공개될 예정이다.
11월 15일 드디어 4년만에 티아라가 신보를 들고 컴백을 한다. 앨범명은 <Re:T-ARA>이며 조영수, 안영민이 작곡한 <ALL KILL>과 Colde가 작곡한 <TIKI TAKA> 더블 타이틀 체제로 컴백한다. 아쉽게도 멤버 효민을 통해서 이번 활동은 음방을 하지 않는다고 밝혔다.
11월 21일에 온오프라인 팬미팅을 진행했다.
12월 1일에 팬사인회를 진행했다.

### 2022년
4월 22일 JTBC 《유명가수전-배틀어게인》 방송에 출연하였다.

### 2024년
9월 홍콩, 마카오에서 데뷔 15주년 팬미팅을 개최한다.

## 구성원
| 이름   | 소개 |
| ------ | --- |
| 큐리   | - 본명 : 이지현 (李智賢) - 생년월일 : 1986년 12월 12일(38세) - 출생지 : 대한민국 - 활동기간 : 2009년 7월 ~ 현재 |
| 함은정 | - 이름 : 함은정 (咸𤨒晶) - 생년월일 : 1988년 12월 12일(36세) - 출생지 : 대한민국 - 활동기간 : 2009년 4월 ~ 현재 |
| 효민   | - 본명 : 박선영 (朴宣映) - 생년월일 : 1989년 5월 30일(36세) - 출생지 : 대한민국 - 활동기간 : 2009년 4월 ~ 현재  |
| 지연   | - 본명 : 박지연 (朴芝姸) - 생년월일 : 1993년 6월 7일(32세) - 출생지 : 대한민국 - 활동기간 : 2009년 4월 ~ 현재   |

### 이전 구성원
| 이름   | 소개 |
| ------ | --- |
| 류화영 | - 이름 : 류화영 (柳和榮) - 생년월일 : 1993년 4월 22일(32세) - 출생지 : 대한민국 - 주요사항 : 현재 연기자로 활동 - 활동기간 : 2010년 11월 ~ 2012년 7월  |
| 한아름 | - 본명 : 이아름 (李雅凜) - 생년월일 : 1994년 4월 19일(31세) - 출생지 : 대한민국 - 활동기간 : 2012년 7월 ~ 2013년 7월                                   |
| 전보람 | - 이름 : 전보람 (全寶藍) - 생년월일 : 1986년 3월 22일(39세) - 출생지 : 대한민국 - 주요사항 : 현재 연기자로 활동 - 활동기간 : 2009년 7월 ~ 2017년 5월   |
| 소연   | - 본명 : 박소연 (朴昭姸) - 생년월일 : 1987년 10월 5일(37세) - 출생지 : 대한민국 - 주요사항 : 현재 솔로가수로 활동 - 활동기간 : 2009년 7월 ~ 2017년 5월 |

역대 리더
- 1대 : 함은정 (2009.07 ~ 2010.07)
- 2대 : 전보람 (2010.07 ~ 2011.06)
- 3대 : 효민 (2011.06 ~ 2011.12)
- 4대 : 소연 (2011.12 ~ 2013.07)
- 5대 : 큐리 (2013.07 ~ 현재)

### 멤버 변천사
| 함은정 |
| 효민   |
| 지연   |
| 큐리   |
| 전보람 |
| 소연   |
| 류화영 |
| 한아름 |

## 사건 사고 및 논란
- 티아라는 2009년 7월 29일 라디오스타로 데뷔하였는데, 가수가 음악방송이 아닌 예능으로 데뷔해서 논란이 일었다.[52] 라디오스타로 데뷔 한 후에는 무대에서 립싱크를 한 것이 드러나 또 논란이 일었다.[53] 립싱크 논란에 티아라 측은 "이날 방송된 엠카 방송당시 마이크 등의 문제로 인해 제작진이 먼저 립싱크를 요청해 받아들였다"고 말했다.

- 2010년 3월 14일 K리그 2010 FC 서울과 전북 현대 모터스의 경기 전에 공연을 하였는데, 공교롭게도 전북 현대 모터스의 유니폼과 같은 상의 연두색과 하의 검은색 의상을 입고 공연을 하여 구설수에 올랐다.[54]

- 2010년 7월 리더를 함은정에서 전보람으로 교체하며 함은정이 팀 내 왕따가 아니냐며 논란이 일었으나 은정과 지연은 티아라를 대표해 “정말 우리처럼 사이좋은 그룹도 없을 것 같은데 말도 안되는 불화설, 왕따설 등이 돌아서 멤버들끼리 그냥 ‘허허’하고 웃어버렸다”고 소문이 사실이 아님을 밝혔다[55]

- 2011년 8월 15일 광복절 인천공연에서 일본어로 관중들에게 인사하고, 2012년 2월 15일 파리 공연에서도 기자들 앞에서 일본어로 인사를 했다는 의혹이 있었으나 은정이 프랑스어로 ‘아비앙또(또 만나요)’라고 말한 것을 소연이 ‘아리가또(고마워)’로 들었다. 이에 반말의 성격을 지닌 말을 소연이 ‘아리가또 고자이마스(감사합니다)’라고 정정한 것이다고 설명했다.[56]

- 2011년 10월경 티아라가 행사 후, 공연 태도가 불성실하다는 글이 올라와 논란이 일었다.[57] 이 논란 후 가수 모세는 트위터에 티아라를 겨냥하며 "그럴 줄 알았어. 걔네 인사 안 하는 걸로도 유명해"라고 비난성 글을 올렸으나[58]"이후에 "개인적으로 부끄러운 과거라고 생각하고 있다"며 "어른스럽지 못했던 행동 애초 그런 글 자체를 쓰지 말았어야 되는데, 그때는 좀 마음에 여유가 없었고, 너무 공격적이었던 것 같다. 지금 생각하면 참 어른스럽지 못했던 행동이었다"고 했다.[59]

- 2012년 7월 28일 티아라 구성원들이 멤버 류화영을 집단으로 괴롭혔다고 듣고 있다.[60] 이 같은 논란은 멤버들의 트위터 멘션으로 처음 불거졌으며, 논란이 터지자 소속사인 코어콘텐츠미디어는 이틀 후인 7월 30일에 멤버 류화영의 계약을 해지한다고 발표하였다. 이때 소속사는 '티아라 멤버들과 류화영과는 멤버간의 불화나 왕따는 전혀 없었다는 걸 거듭 말씀 드립니다.'라며 류화영을 괴롭힌 적이 없다고 주장했고, '열심히 하지 않는 멤버와 다른 멤버에게 피해를 주는 멤버에 대해서는 티아라의 앞날을 위해 멤버 교체나 증원설을 언급한 바 있습니다.'라고 했다.[61] 그리고 '티아라에게 진실을 요구합니다'라는 카페가 등장했다.[62]

- 티아라는 2012년 3월 샤트렌의 한 의류브랜드 광고에 모델로 활동하기로 하고 모델료 4억원에 계약을 체결했다. '왕따설' 등이 불거지면서 샤트렌 측은 계약해지를 통보했다. 이후 티아라 측은 계약해지의 과실을 인정해 지급받은 4억원을 샤트렌 측에 반환하기로 합의하고, 이같은 내용의 공정증서를 작성한 뒤 4억원의 약속어음을 발행했다. 그러나 샤트렌 측이 약속어음에 대한 강제집행을 진행하자 티아라 측은 "합의 이후 티아라를 모델로 한 광고를 중단했어야 하는데 실제로는 계속 사용하는 기망행위를 저질렀다"며 "합의를 취소하고 강제집행을 불허해 달라"며 법원에 소송을 냈다. 재판부는 "합의 이후에도 계속된 부정적인 여론으로 피고는 티아라를 모델로 활용할 수 없었고 원고도 이러한 점을 인정해 합의한 것"이라며 "피고 입장에서는 오히려 티아라를 모델로 활용할 경우 이미지가 손상될 염려가 있었다"고 판단했다. 이어 "이러한 상황에서 피고가 합의 이후 약 2개월 동안 일부 광고물을 철거하지 않은 것은 철거 비용이나 시간 때문이었지 티아라를 모델로 계속 활용할 의도는 아니었던 것으로 보인다"며 "원고의 합의해제 및 강제집행 불허 주장은 이유 없다"고 덧붙였다. 따라서 "기업 이미지가 실추할 것을 우려해 양측이 합의한 '계약해지'는 충분한 당위성이 있고, 이를 해제하거나 강제집행을 불허해 달라는 원고 측의 주장은 이유 없다"고 밝혔다.[63][64][65]

- 2017년 2월 8일 방송된 택시에서 화영과 그의 쌍둥이 언니 효영이 함께 출연, 2012년도 티아라 사건에 대해 말한게 화제가 되었다.  그러나 그 다음날, 티아라 전 매니저가 화영의 쌍둥이 언니 효영과 전멤버인 아름이의 카톡 내용을 공개해 논란이 일었다. 또한 이 사건으로 인해 멤버 지연의 솔로활동 및 앨범작업이 중단되었다.[66]

- 2017년 3월 18일  채널a의 한 프로그램에서 2012년도 티아라 스태프로 근무한 스타일리스트 김우리는 화영의 인성을 폭로했다. 김우리는 '당시 류화영이 헤어스테프를 샴푸라고 불렀다.'며 폭로했다. 그러나 화영의 소속사 측은 “샴푸라고 부른 적은 없다. ‘언니, 나 샴푸~(해줘)'라고 애교 섞인 말투로 한 적은 있지만, '샴푸야'라고 부르지 않았다” 라는 화영의 말을 전했다.

- 2018년 1월 7일, 우연인지 아닌지는 모르지만 MBK엔터테인먼트와의 계약 만료 후 MBC 섹션TV 연예통신에서 중국 재벌 2세 왕쓰총과 티아라의 관계에 대해 보도했다. 당시 중국 최대 공연기획사와 50억원에 계약을 체결한 후, 현지에서 중국 음악시상식 3관왕을 시상 하는 등 성공적인 자리 매김을 했다. 이어 이듬해 티아라의 팬으로 알려진 완다그룹의 왕쓰총은 90억 원의 해약금을 물어가면서 그들을 영입한다. 당시 왕쓰총이 티아라에게 수억 원의 슈퍼카를 한 대씩 선물하기도 한 것이 전해졌다. 그러나 논란이 터진 후 효민, 지연, 큐리는 자신들의 웨이보를 통해 왕쓰총 회장에게 직접 메시지를 보냈다. 이들은 "계약이 끝나서 연락할 방법이 이 것밖에 없다. 바나나 컬쳐가 티아라 멤버에게 고급차를 선물한 적이 있나? 그리고 바나나 컬쳐가 MBK엔터테인먼트에게 90억을 준 적이 있나? 대답을 기다리겠다"고 물었다. 왕쓰총 회장은 이에 MBK엔터테인먼트에 90억을 준 적이 없으며 멤버들에게 슈퍼카를 선물했다는 루머 역시 사실무근이라고 밝혔다. 또한 관련 뉴스에 대해 적절한 법적 권리를 행사하겠다고 말했다. 이 같은 오보 논란이 일자 1월 14일, 섹션TV 측에서 사과하였다.

- 2017년 12월 28일, 전 소속사 MBK엔터테인먼트에서 그룹명을 상표등록출원했으나 거절되어 등록되지 않았다.

## 같이 보기
- 티아라의 음반 외 활동 목록